# Енні Феольде
Енні Феольде - французька шеф-кухарка, найвідоміша за те, що вона отримала три зірки Мішлен у своєму ресторані Enoteca Pinchiorri у Флоренції, Італія. Вона була першою шеф-кухаркою в Італії, яка завоювала цей рівень визнання, і лише четверта за всю історію кулінарії.

## Біографія
Народилась 15 червня 1945 р. у місті Ніцца, Франція. Батьки керували готелем. Після закінчення школи, Енні Феольде переїхала до Марселя, де працювала у Ла-Пості, а потім переїхала до Парижа.
Вона почала подорожувати далі для вдосконалення своїх мовних навичок, спочатку до Лондона, де жила з родиною. Пізніше Енні поїхала у Флоренцію (Італія) і була змушена працювати кухарем у місцевому ресторані, щоб покрити витрати на життя. Це означало, що вона не могла дозволити собі відвідувати італійську мовну школу, як планувалося, а натомість вивчила мову, взаємодіючи з клієнтами. 
Енні Феольде познайомилася з сомельє та колекціонером вина Джорджіо Пінчіоррі у 1970 році. Вони разом відкрили Enoteca Pinchiorri, де Феольде  була головним шеф-кухарем. Спочатку  це був винний бар, де подають закуски, але вже у 1974 році він став повним рестораном, де подають гарячу їжу.
"Мої батьки, які провели все життя, працюючи в "Négresco" в Ніцці, розповідали мені про дві основні сторони життя, проведеного в служінні громадськості: величезному задоволенню, яке ви отримуєте від контакту з людьми та однаково величезній жертві, яку ви робите саме у вашому приватному житті. Саме тому я зробила усе, що могла, щоб уникнути цієї професії. Але я передумала, коли зустрілася з Джорджіо Пінчіоррі у Флоренції. Прихильник французьких та італійських вин, йому потрібна була їжа для супроводу його прекрасного винного льоху ... І саме ця скромна роль привела мене до шляху стати першою жінкою в Італії, яка здобула три зірки Мішлен. Іншими словами, я самоучка і пишаюся тим, що я є такою, що я запальний послідовник рецептів та традицій Італії, які я зібрала і практикувала  40 років, які я провела у столиці Тоскани. Моя кухня - італійська, заснована на місцевих інгредієнтах, і я використовую сучасні прийоми, щоб максимально використати їхній смак і справді зробити їх надзвичайно приємним смачним експериментом.

## Досягнення
Енні Феольде вперше з'явилася на італійському телебаченні на прохання харчового критика Едоардо Распеллі, який надихнув її на розробку сучасного в програмі «Італійська кухня»
Вона отримала свою першу зірку Мішлен в 1981 році у Enoteca Pinchiorri ; дует з'ясував це лише тоді, коли Пінчоррі придбав журнал Michelin. Друга зірка прийшла наступного року, а третя - у 1992 році. Це зробило Феольде першим шеф-кухарем в Італії, яка отримала три зірки Мішлен, і лише четверту жінка,яка змогла це зробити. 
До 40-річчя з відкриття Enoteca Pinchiorri, у 2014 році була опублікована автобіографія Енні Феольде та Джорджіо Пінчіоррі під назвою Pinchiorri a Due Voci (англ.: "Дует Пінчіоррі"), написана Леонардо Кастелуччі. 
У 2017 році Енні з'явилася однією із суддів телевізійного серіалу Top Chef Italia.
Енні досі тримає ці три зірки, цементуючи свою позицію одного з найбільших кухарів свого покоління, і тепер вона вперше приїжджає до Ланкаширу, щоб приготувати свої авторські тосканські страви тут, у Великій Британії. Мадам Пінчіоррі, вшанована в 2016 році виданням конгресу  Identità Milano. І відкриття за кордоном не припиняються: у березні 2016 року в Дубаї відкрився The Artisan by Enoteca Pinchiorri.

## Життєве кредо
"Ми повинні завжди пам'ятати про культуру місця, де ми народилися, тому що це наша ідентичність. Але ми повинні намагатися вдосконалюватись і йти в ногу з часом".

## Нагороди і відзнаки
- 1980 : Посібник з еспресо 16/20.
- 1981 : Посібник з еспресо 18/20
- 1982 : одна зірка, Michelin Guide.
- 1983 : вступ до Relais & Châteaux and Tradition et Qualité.
- 1983 - 1992 : дві зірки, керівництво Мішлен.
- 1984 : Посібник з еспресо 19,5 / 20.
- 1984 - 2003 : винний глядач "Велична премія".
- 1987 : Енні Féolde, Personnalité де l'Année Розрізнення Internationale, Париж.
- 1992 : Перший ресторан в Італії, Pirelli Guide, результат, встановлений результатами в семи путівниках, включаючи Мішлен.
- 1993 - 1994 : три зірки, Посібник Мішлен.
- 1994 : Енні Феольде, Міжнародна премія Катерини де Медичі ; Джорджіо Пінчіоррі, премія Піноне д'Аргенто, Павулло, Модена.
- 1995 - 2003 : дві зірки, керівництво Мішлен
- 2003 : Енні Феольде, Американська академія наук про гостинність, П'ятизірковий алмаз.
- 2004 рік : перший мішленівський ресторан Італії, результат, досягнутий в семи основних путівниках.
- 2004-сьогодні : три зірки, керівництво Мішлен.